# Sofie Popke
Sofie Popke (* 16. März 1990 in Potsdam) ist eine ehemalige deutsche Fernsehdarstellerin.
Sofie Popke, die ihre Rolle über ein Casting, bei dem sich über 500 Kinder beworben hatten, erhielt, spielte in der 5. Staffel bis zur 9. Staffel der deutschen Fernsehserie Schloss Einstein von Folge 227 (Januar 2003) bis Folge 428 (Dezember 2006) die Rolle der Schülerin Charlotte „Charlie“ Hauke und übernahm damit eine der Serienhauptrollen. Ihre Rolle wurde als witziger und frecher, aber auch hilfsbereiter Seriencharakter angelegt, der sich in bestimmten Situationen wünscht, ein Junge zu sein und auch Kleidung für Jungs trägt. Ihren Serieneinstieg hatte sie bereits in den letzten Folgen des Jahres 2002 in einer Ensembleszene in der Eisdiele, jedoch ohne Text.
Sofie Popke studierte später „Verwaltungsökonomie“ an der Hochschule Harz in Wernigerode.
Ihre ältere Schwester ist Julia Popke, die von 1999 bis 2003 in Schloss Einstein das Ballettmädchen Kim Riemann spielte.

## Filmografie
- 2003–2006: Schloss Einstein (Fernsehserie, Hauptrolle)